# 금강인가목
금강인가목(Pentactina rupicola) 또는 금강국수나무는 금강산에만 자생하는 장미과의 식물이다. 조선민주주의인민공화국에서는 천연기념물로 지정해 보호하고 있다.

## 역사
1917년에 미국의 하버드 식물원으로 반출되어 증식되었다. 이후 1924년에는 영국 에든버러 식물원으로도 전해졌는데, 현재 하버드 식물원에서 자라던 것은 고사했다. 2012년부터는 대한민국 국립수목원에서도 기르기 시작했다.

## 이름
이름의 유래와 뜻은 알려져 있지 않다. '금강국수나무'라는 이름은 줄기 중심부에 심처럼 박힌 골속이 국수처럼 생겼다 해서 붙여졌다. 산의 암석에 붙어서 자라며, 1m도 채 자라지 않는다.

## 같이 보기
천연기념물